# Willeman
Willeman ([wilˈmɑ̃] ) ist eine französische Gemeinde mit 182 Einwohnern (Stand: 1. Januar 2022) im Département Pas-de-Calais in der Region Hauts-de-France. Sie gehört zum Arrondissement Montreuil und ist Mitglied im Gemeindeverband Communauté de communes des 7 Vallées. Die Einwohner werden Willemanois und Willemanoises genannt.
Nachbargemeinden sind Fresnoy im Nordwesten, Incourt und Neulette im Norden, Noyelles-lès-Humières und Humières im Nordosten, Œuf-en-Ternois im Osten, Linzeux im Südosten, Fillièvres im Süden, Wail im Südwesten und Vieil-Hesdin im Westen.

## Bevölkerungsentwicklung
| Jahr      | 1962 | 1968 | 1975 | 1982 | 1990 | 1999 | 2008 | 2014 |
| --------- | ---- | ---- | ---- | ---- | ---- | ---- | ---- | ---- |
| Einwohner | 267  | 240  | 228  | 217  | 200  | 155  | 174  | 179  |

## Sehenswürdigkeiten
- Schloss Willeman, Monument historique

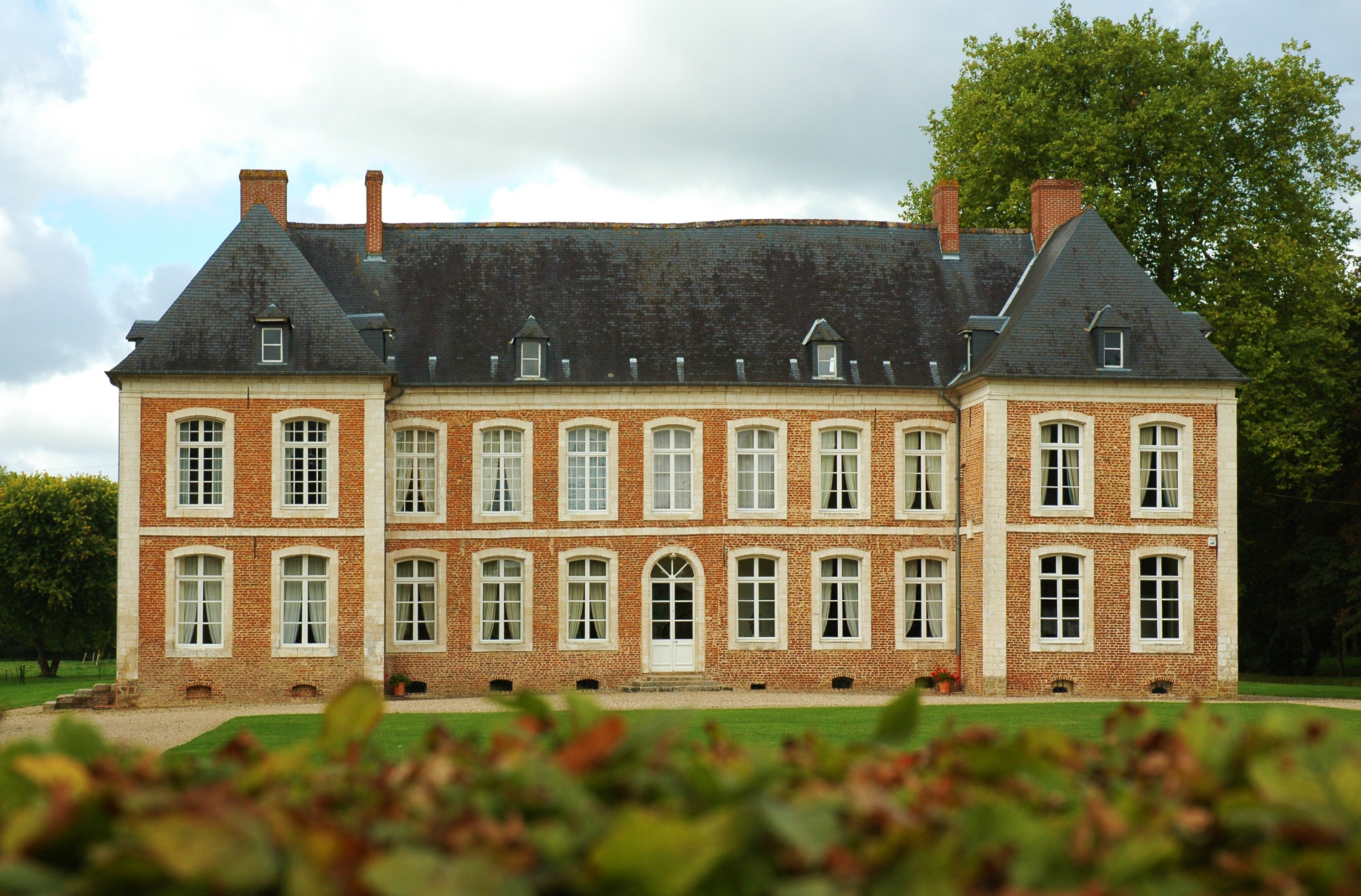
Schloss Willeman